# Bakteriostatikum
Als Bakteriostatikum (älter auch Bakteriostaticum) wird eine Substanz bezeichnet, die das Wachstum von Bakterien hemmt. Werden Bakterien von einem Stoff getötet, spricht man hingegen von einem Bakterizid. Die Abgrenzung beider Begriffe ist jedoch nicht sehr scharf, denn hohe Konzentrationen an Bakteriostatika wirken häufig bakterizid und sehr niedrige Bakterizid-Konzentrationen können bakteriostatische Effekte haben. Die Hemmung der Vermehrung von Krankheitserregern wird als Bakteriostase bezeichnet.
Zu den bekanntesten Bakteriostatika gehören einige Antibiotika. Sie wirken oft als Translationshemmer, indem sie beispielsweise an die Ribosomen binden und damit die Proteinbiosynthese der Bakterien hemmen. Zu dieser Gruppe gehören unter anderem die Tetracycline (z. B. Doxycyclin), die Makrolide Erythromycin, Roxithromycin, Clarithromycin und Azithromycin und die Lincosamide, wie Clindamycin. Andere Bakteriostatika hemmen die DNA-Synthese und damit die Replikation, sodass sich die Bakterienzellen nicht weiter teilen können. Eine dritte Gruppe Bakteriostatika hemmt Faktoren der Stoffwechselwege, sodass ebenfalls ein weiteres Wachstum und Teilung der Zellen verhindert wird. Dazu zählen die heute seltener eingesetzten Sulfonamide und Trimethoprim, die beide mit dem Folsäurestoffwechsel interferieren.
In Kombination mit der bakterientötenden Wirkung der Immunabwehr des Körpers können mit Bakteriostatika bakterielle Infektionen wirksam bekämpft werden.